# Матрьоніно (Волоколамський район, селище станції)
Матрьоніно  (рос. Матрёнино) - селище станції у Волоколамському районі Московської області Російської Федерації.
Орган місцевого самоврядування - сільське поселення Чисменське. Населення становить 20 осіб (2013).

## Історія
З 14 січня 1929 року входить до складу новоутвореної Московської області. Раніше належало до Волоколамського повіту Московської губернії.
Сучасне адміністративне підпорядкування сільському поселенню з 2006 року.

## Населення
| 1926 | 2002 | 2006 | 2010 |
| ---- | ---- | ---- | ---- |
| 26   | ↘21  | ↗22  | ↘20  |